# Jonas Axel Boeck
Jonas Axel Boeck, född den 16 maj 1833 i Kristiania (nuvarande Oslo), död där den 6 maj 1873, var en norsk zoolog, son till Christian Boeck, bror till Thorvald Boeck.
Boeck blev 1863 medicine kandidat samt var från 1865 till sin död universitetsstipendiat i zoologi och fick därunder av regeringen i uppdrag att anställa undersökningar rörande de norska fiskerierna.
Frukterna av dessa undersökningar nedlade han i en av norska indredepartementet utgiven berättelse om sillfiskena i Norge, vilken berättelse även utkom i svensk och engelsk-amerikansk översättning.
Boecks största arbete är De skandinaviske og arktiske amfipoder (tryckt 1876, alltså utgivet efter författarens död).